# Belpech
Belpech település Franciaországban, Aude megyében. Lakosainak száma 1339 fő (2022. január 1.). Belpech Gaudiès, Mazères, Mézerville, Molandier, Pécharic-et-le-Py, Pech-Luna, Plaigne és Saint-Sernin községekkel határos.

## Népesség
A település népessége az elmúlt években az alábbi módon változott:
| Lakosok száma | 1224 | 1068 | 1165 | 1272 | 1315 | 1282 | 1273 | 1317 | 1339 | 1339 |
|               | 1968 | 1982 | 1990 | 2006 | 2013 | 2015 | 2017 | 2019 | 2020 | 2022 |